# 덕화초등학교
덕화초등학교는 대한민국 전라북도 무주군 안성면 덕산로 112-7 (덕산리)에 있었던 초등학교이다.

## 연혁
- 1958년 7월 10일 신안성국민학교 덕산분교장 설치인가
- 1963년 3월 8일 덕산국민학교 개교
- 1966년 3월 12일 덕화국민학교로 교명 개칭
- 1984년 3월 3일 병설유치원 개원
- 1989년 9월 1일 벽지학교 지정(라급)
- 1996년 3월 1일 덕화초등학교로 개칭
- 2003년 2월 18일 제40회 졸업(졸업생1.742명 배출)
- 2003년 3월 1일 안성초등학교로 통폐합